# Eliza Orzeszkowa
Eliza Orzeszkowa (Milkowszczyzna, 6 giugno 1841 – Hrodna, 18 maggio 1910) è stata una scrittrice, saggista e editrice polacca, membro di punta del movimento positivista polacco durante il periodo della spartizione straniera della Polonia.
Nel 1905 è stata candidata al Premio Nobel per la letteratura, insieme al connazionale Henryk Sienkiewicz.

## Biografia
Nata dalla nobile famiglia Pawłowski nella poco conosciuta Milkowszczyzna, Orzeszkowa morì nella vicina Grodno (l'attuale Hrodna, in Bielorussia) 69 anni dopo. All'età di 16 anni sposò Piotr Orzeszko, un nobile connazionale più anziano di lei di quasi 20 anni. Il marito fu esiliato in Siberia dopo la Rivolta di Gennaio del 1863, successivamente i due si separarono nel 1869. La scrittrice si sposò una seconda volta nel 1894, dopo una relazione d'amore della durata di 30 anni con Stanisław Nahorski, che morì solo pochi anni dopo.
Orzeszkowa scrisse una serie di 30 romanzi, oltre che 120 altre pubblicazioni tra tragedie, novelle e sketch, la maggior parte delle quali tratta delle condizioni sociali nel suo Paese occupato dagli stranieri. Il suo romanzo Eli Makower (1875) descrive i rapporti tra gli ebrei e la nobiltà polacca, mentre Meir Ezofowicz (1878) tratta del conflitto tra l'ortodossia ebraica e il liberalismo moderno. Nel 1888 Orzeszkowa scrisse due opere sul fiume Nemunas (attualmente parte della Bielorussia): Cham (The Boor) che si focalizza sulla vita dei pescatori, e il suo romanzo più conosciuto internazionalmente, Nad Niemnem (On the Niemen, spesso messo in comparazione con Pan Tadeusz di Adam Mickiewicz) che tratta delle problematiche dell'aristocrazia polacca relative all'ordine politico e sociale. Nel 1880 venne pubblicato per la prima volta un suo studio sul patriottismo e sul cosmopolitismo. Tra il 1884 ed il 1888 fu pubblicata a Varsavia un'edizione uniforme comprensiva di tutte le sue opere, per la maggior parte disponibili anche in traduzione tedesca.
Nel 1905, insieme ad Henryk Sienkiewicz e Lev Tolstoj, Eliza Orzeszkowa fu candidata al Premio Nobel per la letteratura, che fu però ottenuto da Sienkiewicz. Secondo i rapporti ufficiali del comitato per i Premi Nobel, la proposta di dividere il premio fra tre autori fu respinta come atto di critica verso i due autori che non ottennero il riconoscimento.

## Opere (selezione)
- Obrazek z lat głodowych 1866.
- Ostatnia miłość, 1868.
- Z życia realisty, 1868.
- Na prowincji, 1870.
- W klatce, 1870.
- Cnotliwi, 1871.
- Pamiętnik Wacławy, 1871.
- Pan Graba, 1872.
- Na dnie sumienia, 1873.
- Marta, 1873.
- Eli Makower, 1875.
- Rodzina Brochwiczów, 1876.
- Pompalińscy, 1876.
- Maria, 1877.
- Meir Ezofowicz, 1878.
- Z różnych sfer, 1879–1882.
- Widma, 1881.
- Sylwek Cmentarnik, 1881.
- Zygmunt Ławicz i jego koledzy, 1881.
- Bańka mydlana, 1882–1883.
- Pierwotni, 1883.
- Niziny, 1885.
- Dziurdziowie, 1885.
- Mirtala, 1886.
- Nad Niemnem (On the Niemen), 1888.
- Cham (The Boor), 1888.
- Panna Antonina (raccolta di novelle), 1888.
- W zimowy wieczór (raccolta di novelle), 1888.
- Czciciel potęgi, 1891.
- Jędza, 1891.
- Bene nati, 1891.
- Westalka, 1891.
- Dwa bieguny, 1893.
- Melancholicy, 1896.
- Australczyk, 1896.
- Iskry (raccolta di novelle), 1898.
- Argonauci (The Argonauts),[5] 1900.
- Ad astra. Dwugłos, 1904.
- I pieśń niech zapłacze, 1904.
- Gloria victis (raccolta di novelle), 1910.

Giornalismo in favore della giustizia sociale
- Kilka słów o kobietach (On women),[6] 1870.
- Patriotyzm i kosmopolityzm, 1880.
- O Żydach i kwestii żydowskiej, 1882.